# Gyrostemon racemigerus
Gyrostemon racemigerus är en tvåhjärtbladig växtart som beskrevs av H. Walter. Gyrostemon racemigerus ingår i släktet Gyrostemon och familjen Gyrostemonaceae. Inga underarter finns listade i Catalogue of Life.